# 明帝 (北周)
明帝（めいてい）は、北朝北周の第2代皇帝。姓は宇文、諱は毓（いく）。字は統万突。

## 生涯
永熙3年（534年）、西魏の実力者宇文泰の庶長子として生まれる。母は側室の姚氏。宇文泰が夏州の統万城に留まった際に生まれたことから字は統万突とされた。
大統8年（548年）、寧都郡公に封ぜられた。556年に大将軍となり、隴西地方を守備、統治した。異母弟の宇文覚（孝閔帝）が皇帝に即位した際に柱国に任じられ、岐州刺史として善政を行なった。従兄の晋公宇文護が孝閔帝を廃位した後、宇文毓を岐州に新皇帝として迎えようとしたが、宇文毓は故郷にとどまり帝位を固辞した。群臣たちの上表が行われ、皇帝の乗り物である法駕を用意して迎えようとしたが、宇文毓は更に固辞した。しかし群臣たちの重ねての要請を容れ、宇文毓は天王への即位を承諾、557年に大赦を行い、弟の大将軍・輔城公宇文邕を柱国とした国家体制を整えた。
558年、大冢宰の宇文護を太師とし、独孤氏を王后に立てる。559年には雍州刺史を雍州牧に、京兆太守を京兆尹に改称している。北魏が洛陽に遷都して以降は国人は河南人と、また北周は関中に都城を設けていることから、関中に居住する者を京兆人とする呼称を定め、中原王朝としての体裁を整えると共に、太師宇文護を雍州牧に任じ、統治体制の強化を図った。同年にはエフタルと突厥の使者が来朝し、朝貢が行われている。
太師の宇文護が政務について天王に奉還することを上表したので、内政に関しては親政が行われたが、軍事に関しては宇文護が継続して統括していた。
南朝陳軍が侵攻してきた際は自ら甲冑を着け、太白山の東方で迎え撃っている。続いて吐谷渾に侵攻されたが、これは大司馬・博陵公賀蘭祥にこれを迎え撃たせた。
また周暦を作らせた。柱国・輔城公宇文邕を大司空に任じた。西魏の時代の盗みや着服はその罪に問責しないことにしたが、追求する者がいて事実関係が明らかになった場合は、法に定めてあるようにそれ相応の補償をさせるように勅令を出した。賀蘭祥は洮陽・洪和の2城を攻め落としたので、吐谷渾は逃げ帰った。西域の高昌国が使者を来朝させて朝貢した。
激しい長雨があったので、公卿・卿・大夫・士のみならず、各地の牧・守・庶民にいたるまで、天子のみに直接挙げる上奏文、直言をするよう命じる勅令を出した。災害の様子を官吏を各地に派遣して掌握させた。そして、宇文泰が夏州に攻め込んで征服したときに戦死した遺族に金銭や絹を与えたように、この災害で妻子を失ったものには同じように金銭や絹を与える勅令を出した。この年、天王を改めて皇帝を称し、父の文王宇文泰を文皇帝と追尊した。また、武成元年と改元した。
武成2年（560年）、突厥の使者を再び群臣とともに迎えた。
宇文護は、明帝が賢明で識見がある優れた君主であるのを懼れて、食事係の李安に毒入り餅を勧めて毒殺しようとした。明帝はこれを悟ったがあえて食べ、死の直前に「生死は必然のことである。わたしは不徳であったが書物を読み、聖人・賢人たちの論議を開いてみることに努めてきたが、いまだによく解らないところもあった。群臣一同よく父である太祖宇文泰のころからよく仕えてくれたことを感謝している。わたしは、在位4年になったが、まだ天下を統一できないことが残念である。皆で協力し合って太祖の遺志を為し遂げてほしい。それからわたしの子供はまだ幼少で、国を治める任には堪えない。弟である魯国公宇文邕は、寛容で情け深く度量が大きい。わが周を大きくするのはこの子を措いてない、と太祖からお聞きしている。どうか宇文邕を支えて天下人にして欲しい」と遺言し、27歳で崩御した。
明帝は寛大な性格で情け深く、度量が大きかった。親族を大切にし、弟の宇文邕とは特に仲が良かった。幼い頃から学問を好み、多くの書物を読んでいた。文章をよくし、詩文を作らせても美しく優れていた。即位するに及んで、学者80人以上を集めて、書物に注をつけさせ、歴史書を刊行させたりした。多くの書物を集め、自身にも10巻の著作があった。

## 宗室

### 后妃
- 独孤皇后（独孤信の長女。宇文毓が岐州にいたころにその夫人となった。558年1月、王后に立てられた。4月に死去し、昭陵に葬られた。武成2年（559年）、皇后に追尊された）
- 徐妃（畢王賢の母）

### 子
- 宇文賢（畢王。字は乾陽。荊州総管・大司空を経て雍州牧・太師に進んだ。楊堅を除こうとして殺害された）
- 宇文貞（酆王。字は乾雅。大冢宰に進んだ。楊堅に殺害された）
- 宇文實（宋王）

## 子孫
宇文賢には宇文弘義・宇文恭道・宇文樹良の3人の男子がいたが、580年に父子ともに楊堅に殺された。
宇文貞には男子の宇文徳文がいたが、この父子も581年に楊堅に殺された。
宇文實には子は無いまま、581年に楊堅に殺された。
女子には河南公主と名前不詳の皇女の2人がいる。河南公主は尉遅敬（尉遅綱の子）と結婚したが子女は確認されない。名前不詳の皇女も結婚したが子供はいないとみられている。
宇文毓の子孫は楊堅による粛清の影響もあり、途絶えている。

## 文献
- 李延寿編『北史』周本紀上第九
- 司馬光編『資治通鑑』巻一百六十七陳紀一高祖武皇帝、巻一百六十八陳紀二世祖文皇帝